# Horiomyzon retropinnatus
Horiomyzon retropinnatus — єдиний вид роду Horiomyzon родини Гептаптерові ряду сомоподібних. Наукова назва походить від латинського слова horia — «рибальський човен», та грецького слова myzo, тобто смоктати груди.

## Опис
Загальна довжина сягає 2,4 см. Голова велика, широка, сплощена зверху. Очі невеличкі. Верхня губа має м'ясисті сосочки, що несиметрично розташовані. Є 3 пари помірно довгих вусів. Тулуб стрункий, звужується у хвостовій частині. Чітко проглядається бічна лінія. Скелет складається з 36 хребців. Спинний плавець широкий, з короткою основою, промені розділені. Грудні плавці такі ж самі, мають 4-6 ребристих променя. При цьому перший промінь менше за наступні. Черевні плавці невеличкі. Жировий плавець подовжений, тонкий. Анальний плавець довгий, перевершує жировий. Хвостовий плавець витягнутий, промені розділені, нижня частині довша за середню і верхню.
Забарвлення світло-коричневого кольору із жовтуватим відтінком.

## Спосіб життя
Біологія вивчена недостатньо. Є демерсальною рибою. Цей сом віддає перевагу прісним водоймам, часто трапляється у глибоководних каналах. Активний у присмерку та вночі. Вдень тримається дна та укриттів. Живиться дрібними водними організмами, можливо, детритом.

## Розповсюдження
Зустрічається в басейні річок Амазонка і Напо (в межах Бразилії та Еквадору).